# Nicolas Meeùs (musicologue)
Pour les articles homonymes, voir Nicolas Meeùs et Meeus.
Nicolas Meeùs, né en 1944, est un musicologue belge, docteur en musicologie de l'université catholique de Louvain (1971), habilité à diriger des recherches de l'université Paris-Sorbonne (1993). Nicolas Meeùs est le fils de la féministe Marie Denis. 

## Biographie
Ses domaines de recherche sont l'organologie, en particulier l'histoire du clavier et des instruments à clavier ; la théorie musicale et son histoire ; la théorie et l'analyse schenkériennes. Il est le traducteur français de Der freie Satz, l'ouvrage posthume (1935) d'Heinrich Schenker.
Il a été professeur d'histoire de la musique au Conservatoire royal de Liège (1971-1978), au Conservatoire royal de Bruxelles (1978-1989) et à la Chapelle musicale Reine Élisabeth (1980-1989). Il a dirigé le Musée instrumental de Bruxelles (à titre intérimaire) de 1990 à 1995, après y avoir été collaborateur scientifique depuis 1970. Il est Professeur émérite de l'Université Paris-Sorbonne, où il a enseigné de 1995 à 2013 et a été directeur de l'UFR de Musique et Musicologie de 1999 à 2004. Il a dirigé l'équipe de recherche «Langages musicaux» (CRLM) puis «Patrimoines et Langages musicaux» (PLM) de 1996 à 2009.
Il a été promu Officier dans l'Ordre des Palmes académiques en 2013. Il est Chercheur permanent à l'Institut de Recherche en Musicologie (IReMus).
Le 8 janvier 2022, il participe au colloque controversé « Après la déconstruction : reconstruire les sciences et la culture », dans un panel intitulé « Des noires, des blanches, des rondes : la musique pour tous », aux côtés de Catherine Kintzler, Bruno Moysan et Dania Tchalik. Dans sa communication, Nicolas Meeùs entend réfuter les analyses critiques de la théorie schenkerienne, selon lesquelles cette dernière reflète les opinions racistes de leur auteur, Heinrich Schenker. Meeùs se fait ainsi l'écho de la polémique qui avait opposé Timothy Jackson à Philip Ewell en 2019-2020. En septembre 2020, Meeùs avait publié une lettre ouverte en soutien de Timothy Jackson (« Open Letter on Schenker’s Racism and its Reception in the United States »).